# Richard Kuhn
Richard Johann Kuhn (født 3. december 1900 i Wien, død 1. august 1967 i Heidelberg) var en østrigsk biokemiker og modtager af Nobelprisen i kemi i 1938.
Richard Kuhn opvoksede i Wien. Han interesserede sig tidligt for kemi, og fra 1918 modtog han undervisning i kemi på Wien Universitet. Han afsluttede kemistudierne på Münchens universitet og fik en doktorgrad i 1922 sammen med Richard Willstätter for det videnskabelige arbejde med enzymer.
Efter universitet fortsatte han sin forskerkarriere, først i München  siden hos ETH Zürich og fra 1929 på universitet i Heidelberg, hvor han var leder af den kemiske afdeling fra 1937. I 1928 giftede han sig med Daisy Hartmann, og parret fik to sønner og fire døtre.
Kuhns videnskabelige arbejde omfattede bl.a. undersøgelse af teoretiske problemstillinger inden for den organiske kemi, samt områder indenfor biokemi. Han udførte vigtigt arbejde med vitaminerne B2 og B6.
I 1938 blev han tildelt Nobelprisen i kemi for sit "arbejde med carotenoider og vitaminer". Han var dog ikke i stand til at modtage prisen før efter 2. verdenskrig.
Richard Kuhn døde i Heidelberg i Tyskland i 1967 i en alder af 66 år.